# Hùng Phong III
Hùng Phong III (雄風三型, Hùng Phong Tam Hình) là loại tên lửa chống hạm thứ ba trong dòng tên lửa Hùng Phong do Viện Khoa học và Công nghệ Trung Sơn tại Đài Loan phát triển. Có khá ít thông tin về loại vũ khí này được công bố trừ việc nó là loại tên lửa siêu thanh có thể bay với tốc độ Mach 2 và được thiết kế để chống lại các tàu mặt nước của lực lượng Hải quân Quân Giải phóng Nhân dân Trung Quốc nhất và với chiếc tàu sân bay Liêu Ninh.

## Thiết kế
Hùng Phong III sử dụng động cơ phản lực dòng thẳng với hai ống đẩy nhiên liệu rắn gắn ở hai bên tên lửa để đẩy tên lửa đến tốc độ cần thiết trước khi động cơ có thể hoạt động. Tên lửa được thiết kế không có cánh nhưng có bốn cửa hút khí để điều phối lượng khí đối lưu giúp tên lửa điều chỉnh hướng bay được dẫn đường bằng hệ thống định vị quán tính kết hợp ra đa dẫn đường chủ động khi tiến hành lao vào mục tiêu ở giai đoạn cuối. Trong giai đoạn cuối của quá trình tấn công loại tên lửa này sẽ kích hoạt một cơ chế gọi là chuyển động tự do bay không theo bất kỳ quỹ đạo nào miễn tới mục tiêu để tránh việc bị đánh chặn. Tầm hoạt động của Hùng Phong III là 300 km đủ để vương tới Cộng hòa nhân dân Trung Hoa.

## Phát triển và sử dụng
Loại tên lửa này đã được phát triển trong hàng thập kỷ với các thất bại trong việc thử nghiệm với vấn đề chính là hiện tượng rung động quá mạnh liên tục của tên lửa khi vượt tường âm thanh khiến nó rã ra từng mảnh nhưng thành công trong lần thử nghiệm cuối năm 2004 và sự lớn mạnh dần của lực lượng hải quân Trung Quốc đã giúp loại tên lửa này được đưa vào trang bị. Tính đến năm 2010 thì được tin là có khoảng 250 tên lửa loại này đang được trang bị.
Tên lửa được giới thiệu trước công chúng vào tháng 10 năm 2007 trong một buổi duyệt binh. Được thấy trang bị trên các tàu frigate lớp Thành Công và tàu tên lửa cao tốc lớp Quang Hoa-6. Sau đó đến năm 2013 thì đã được quyết định trang bị trên các lớp Khang Định và lớp Tế Dương. Nhưng các đợt thử nghiệm trong cuộc tập trận năm 2011 lại tiếp tục thất bại khi không đánh trúng mục tiêu trên biển do hệ thống máy tính bị trục trặc.